# リヴォニア騎士団

リヴォニア騎士団で使われたドイツ騎士修道士の紋章

リヴォニア騎士団は、ドイツ騎士団のリヴォニア地域にあった自治的な分団で、1435年から1561年までリヴォニア連盟に参加していた。シャウレイの戦いでサモギティア人に壊滅的な敗北を喫した後、リヴォニア帯剣騎士団の残党は1237年にドイツ騎士団に吸収され、プロス人などの住んでいたバルト海沿岸の南東部を征服する。彼らはリヴォニア騎士団として分団を組織し、現在のラトビアとエストニアの三分の二程度の領域を支配し、リガやマリエンブルグ、ケーニヒスベルクなどを拠点に活動した。

## 歴史

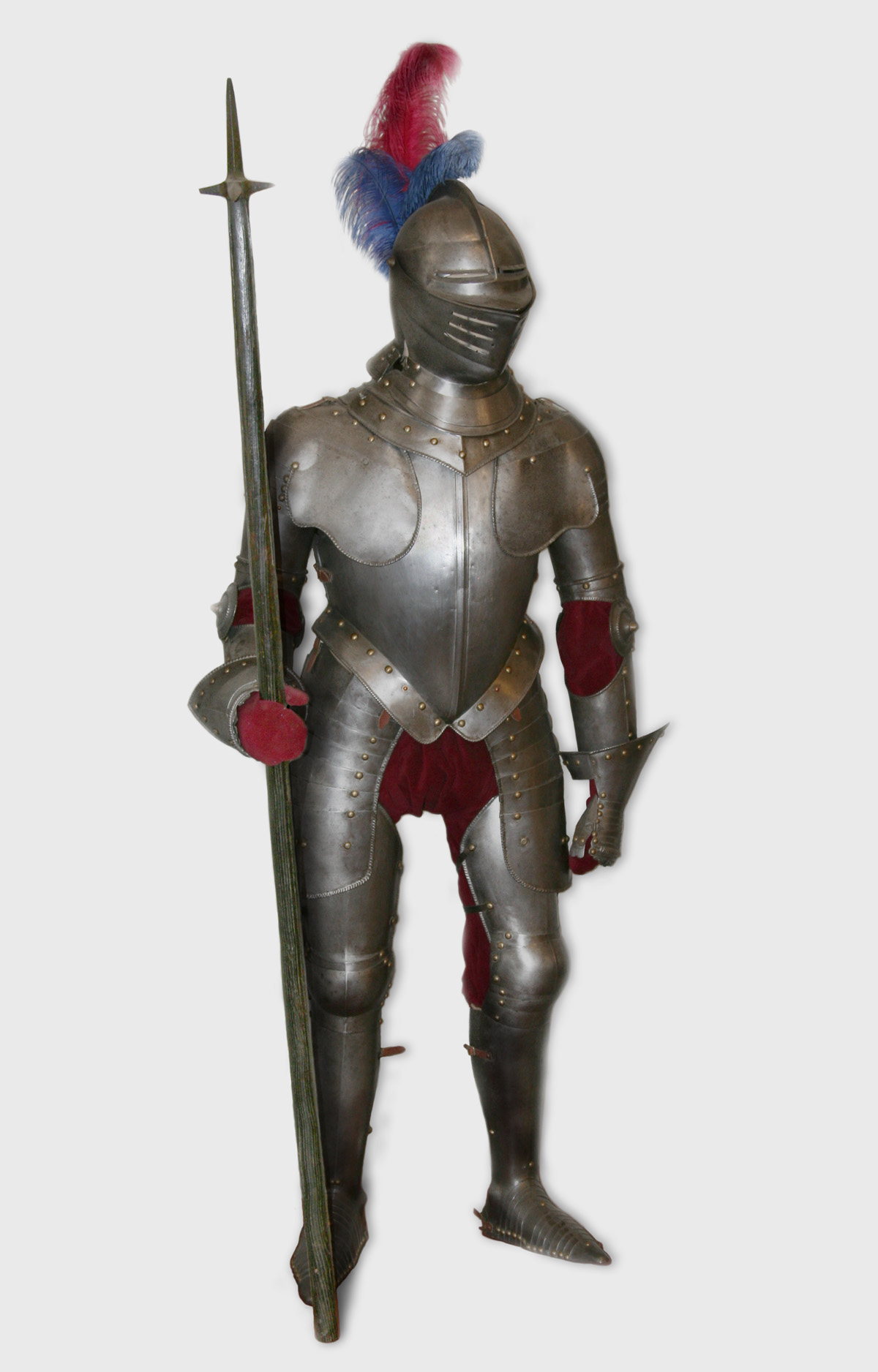
リヴォニア騎士団の全身鎧

独自の文化・信仰をもつリトアニア人に対して教皇は1236年に十字軍を宣言する。1237年にシャウレイの戦いでサモギティア人に敗北を喫するが、リヴォニア帯剣騎士団はドイツ騎士団に統合された後も激しくリトアニアを攻撃した。1251年にリヴォニア騎士団長アンドレアス・フォン・スティルラントとリトアニア王のミンダウガスの間で和平が結ばれ、ミンダウガスの洗礼とリトアニア北東部にあるサモギティアの大部分の騎士団への譲渡が決定した。しかしこの決定に現地のサモギティア人は納得しておらず、リトアニアの支援なしに騎士団と戦い始める。1260年にはドゥルベの戦いで騎士団は大敗を喫し、騎士団のリヴォニア征服事業を20年巻き戻したとまで言われる。これ以降、サモギティア人の要請を受けてリトアニアのミンダウガスは騎士団との戦争を再び開始する。十字軍と騎士団は何度もリトアニアを攻撃し、1237年から1290年までに、リヴォニア騎士団は現在のラトビアとほぼ重なるクールラント、リヴォニア、セミガリアの全域を征服した。
またリヴォニア騎士団はロシア北辺へも侵入し、エストニアから近いノヴゴロドなどを手に入れようとするが、ペイプシ湖の戦い（1242年）やラコボルの戦い（1268年）で撃退された。
1346年、騎士団はデンマーク王ヴァルデマー4世からエストニア公国を買い取った。騎士団領内での人々の暮らしはバルタザール・ルソヴの『リヴォニア地方年代記（Chronica der Provinz Lyfflandt）』から窺い知ることが出来る。名目上はローマ法王に服属していたが、実際は騎士たちによって選ばれた騎士団長をトップとし、騎士とカトリック聖職者を中核とする自治国家のようなものであった。
1410年、タンネンベルクの戦いにおいて、ドイツ騎士団がポーランド・リトアニア連合軍に敗北し、続いて本部・マリーエンブルクが包囲された際には、リヴォニアから救援に駆けつけ、連合軍を撤退させることに成功した。
1435年9月1日、リヴォニア騎士団はスヴィエンタの戦いに敗れ、団長および高位の騎士数名といった指導層を失ったが、このことは騎士団をリヴォニアの先住者たちへと近づけることになった。1435年12月4日にヴァルカで結ばれたリヴォニア連盟は、リヴォニア大司教、クールラント司教、ドルパト、エーゼル＝ヴィーク、レヴァルの3都市によって調印された。彼らはリヴォニア騎士団とその封臣たちの代表、リーガ、ドルパトおよびレヴァルの市参事会の代理人達である。
1410年のタンネンベルクの戦いで大敗を喫して以後、ドイツ騎士団は衰退の一途をたどり、1525年にはアルブレヒト・フォン・ブランデンブルクによってプロイセン地域が世俗化することになったが、リヴォニア地域の分団は独立状態を維持していた。1558年、イヴァン4世はリヴォニアへ攻め込み、リヴォニア騎士団は敗北した。また、1560年、リヴォニア戦争において騎士団はエルゲメの戦いでモスクワ・ロシアの軍勢に決定的な惨敗を喫した。窮地に陥ったリヴォニア騎士団は、1557年に起きたリガ大司教ヴィルヘルムと騎士団との争いに介入したポーランド王兼リトアニア大公のジグムント2世アウグストに、庇護を求た。
1561年、ジグムント2世アウグストの代理人であるミコワイ・ラジヴィウ・チャルヌィ（黒髪のミコワイ・ラジヴィウ）との間に結ばれたヴィリニュス協定により、最後のリヴォニア騎士団長ゴットハルト・ケトラーは騎士団を世俗化してルター派プロテスタントに改宗した。騎士団領の南部はケトラーとその家族が統治するクールラント・ゼムガレン公国となったが、騎士団領の残部の大半はリトアニア大公国に接収された。エストニアの北部地域は、同時期の北方七年戦争によってデンマークとスウェーデンに領有されることとなった。

## 歴代団長

リヴォニア騎士団長の印璽

リヴォニアの騎士団長はドイツ騎士団総長と同様、部下の騎士たちによって選ばれ、終身でその任にあった。団長は騎士団員に対して監督権を有し、その指示は命令と同一視された。ドイツ騎士団の総長達はリヴォニア地域の自治権を制限するようなことは無く、リヴォニアへの訪問もめったにないうえ、監督のための使節を送り込むこともなかった。
- 1237–1238  ヘルマン・バルク
- 1238–1241  ディートリヒ・フォン・グリュニンゲン
- 1241–1242  アンドレアス・フォン・フェルベン
- 1242–1246  ディートリヒ・フォン・グリュニンゲン
- 1246-1248  ハインリヒ・フォン・ハイムブルク
- 1248-1253  アンドレアス・フォン・フェルベン
- 1254-1257  アンノ・フォン・サンガースハウゼン
- 1257-1260  ブルクハルト・フォン・ホーンハウゼン
- 1261 .......  ゲオルク・フォン・アイヒシュテット
- 1261-1263  ヴァーナー・フォン・ブライトハウゼン
- 1263-1266  コンラート・フォン・マンダーン
- 1267-1270  オットー・フォン・ラウターベルク
- 1270 .......  アンドレアス・フォン・ヴェストファーレン
- 1270-1273  ヴァルター・フォン・ノルデック
- 1273-1279  エルンスト・フォン・ラッツェブルク
- 1279-1280  ゲルハルト・フォン・カッツェンエルンボーゲン
- 1280-1281  コンラート・フォン・フォイフトヴァンゲン
- 1281-1282  マンゴルト・フォン・シュテルンベルク
- 1282-1287  ヴィルヘルム・フォン・ニンドルフ
- 1288-1289  コンラート・フォン・ハットシュタイン
- 1290-1293  バルタザール・ホルテ
- 1295-1296  ハインリヒ・フォン・ディンクラーゲ
- 1296-1298  ブルーノ・フォン・リヴラント
- 1298-1307  ゴットフリート・フォン・ロッゲ
- 1309-1322  ゴットハルト・フォン・ヨルク
- 1322-1324  コンラート・カッセルフート
- 1324-1328  ライマー・ハーネ
- 1328-1340  エーベルハルト・フォン・モンハイム
- 1340-1345  ブルクハルト・フォン・ドライレーベン
- 1345-1359  ゴスヴィン・フォン・ヘッレケ
- 1360-1364  アルノルト・フォン・ヴィティンクホーヴェ
- 1364-1385  ヴィルヘルム・フォン・フリーマーシャイム
- 1385-1388  ロビン・フォン・エルツ
- 1388-1389  ヨハン・フォン・オーレ
- 1389-1401  ヴェネマー・フォン・ブルッゲナイ
- 1401-1413  コンラート・フォン・ヴィティンクホーヴェ
- 1413-1415  ディートリヒ・トルク
- 1415-1424  ジークフリート・ランダー・フォン・シュパンハイム
- 1424-1433  ツィッセ・フォン・デム・ルーテンベルク
- 1434-1435  フランク・キルスコルフ
- 1435-1437  ハインリヒ・フォン・ベッケフェルデ
- 1438-1450  ハインリヒ・ヴィンケ・フォン・オーヴァーベルク
- 1450-1469  ヨハン・フォン・メングデン
- 1470-1471  ヨハン・ヴァルトハウン・フォン・ヘールセ
- 1472-1483  ベルンハルト・フォン・デム・ボルフ
- 1483-1494  ヨハン・フライターク・フォン・ローリンクホーヴェン
- 1494-1535  ヴォルター・フォン・プレッテンベルク
- 1535-1549  ヘルマン・フォン・ブリュッゲナイ
- 1549-1551  ヨハン・フォン・デア・レッケ
- 1551-1557  ハインリヒ・フォン・ガーレン
- 1557-1559  ヨハン・ヴィルヘルム・フォン・フュルステンベルク
- 1559-1561  ゴットハルト・ケトラー